# John Shadegg
John Barden Shadegg (né le 22 octobre 1949 à Phoenix en Arizona) est un homme politique républicain des États-Unis d'Amérique. Shadegg fut membre de la Chambre des représentants des États-Unis de 1995 à 2011.

## Biographie
Shadegg suit des études à l'université d'Arizona. Il est le fils de Steve Shadegg, directeur de campagne, conseiller politique et confident du candidat à la présidence des États-Unis Barry Goldwater. Pendant la guerre du Viêt Nam, Shadegg évite la conscription en servant dans la garde aérienne nationale de l'Arizona (Arizona Air National Guard) de 1969 à 1975. Il devient ensuite avocat et conseiller spécial du groupe républicain de la législature de l'État d'Arizona. Puis il accède au poste de conseiller spécial du procureur de l'État d'Arizona et de conseiller de la commission des condamnations des États-Unis avant de se faire élire à la Chambre des représentants fédérale.
Shadegg est élu en 1994 en tant que représentant du 4e district de l'Arizona. Lors de sa campagne, Shadegg avait promis de respecter la règle de limitation des mandats (trois mandats) mais il effectue huit mandats.
Shadegg s'est positionné à la Chambre comme dans la ligne conservatrice « classique » : diminution des dépenses gouvernementales et fédérales, plus de pouvoir aux États et aux individus, baisse des règlementations fédérales, lutte contre l'avortement.
De 2000 à 2002, Shadegg était le président du Republican Study Committee (Comité d'étude républicain, RSC), la plus importante organisation conservatrice à la Chambre des Représentants. Shadegg a fait passer l'effectif du RSC de 40 à plus de 70 membres. Le RSC est ainsi devenu l'organisation conservatrice la plus influente qui oriente et dirige les politiques publiques du pays.
Shadegg est le président du comité politique républicain de la Chambre (House Republican Policy Committee), le cinquième poste à la Chambre en importance.
Il faisait partie de l'équipe de Tom DeLay et continue inlassablement à le défendre. Son implication dans le scandale Abramoff est pour l'instant limitée. Shadegg se défend d'avoir rencontré Jack Abramoff mais tout récemment il a remboursé des milliers de dollars reçus de l'entourage et de clients d'Abramoff.
Le 13 janvier 2006, Shadegg s'est officiellement déclaré candidat pour le poste de House majority leader (chef du groupe républicain à la Chambre). Il est opposé aux autres candidats Roy Blunt et John Boehner le 2 février. Il reçoit le soutien de la principale revue conservatrice américaine The National Review. Le RSC a par ailleurs demandé à ses membres de ne pas prendre parti pour un candidat en attendant que ces derniers aient exposé leurs positions. À la suite de sa déclaration de candidature, Shadegg a démissionné de son poste de président du comité politique républicain de la Chambre des Représentants.